# Hevsuri
Hevsuri (Hevsurci; (ხევსურები), podgrupa pravih Gruzijca iz istočne Gruzije koji se spominju prvi puta u rukopisima iz 10. stoljeća, a 1745. opisao ih je Vakhushti Bagrationi u svom “Opisu kraljevine Gruzije”. Govore gruzijskim jezikom, i vlastitim hvsurskim dijalektom.
Žive na Kavkazu na području povijesne regije Hevsurija uz rijeke Aragvi i Argun, gdje se još nalazi nekoliko njihovih sela, obično smještenih na vrhovima brda. Odlikuju se svojom zasebnom nošnjom i običajima što su sačuvali još i u sovjetsko vrijeme. Godine 1950. prisilno su raseljeni iz svojih brdskih sela u nizine, pa su neka brdska sela ostala raseljena.
Opisani su kao mezokefalni, plavih, ponekad sivo-zelenih očiju i svijetlo smeđe kose (nose brade i brkove), a izgledom podsjećaju na križare.
Hevsuri su bili uzgajivači stoke i ovaca, a od obrta bilo je razvijeno drvorezbarstvo.
- Hevsurski ratnici sa štitovima i oklopima
- Hevsurska djevojka
- brdsko hevsursko selo Šatili